# Centrolene zarza
Centrolene zarza — вид жаб родини скляних жаб (Centrolenidae). Описаний у 2023 році.

## Етимологія
Видова назва відноситься до типової місцевості виду — заповідник дикої природи Ель-Сарса (Refugio de Vida Silvestre El Zarza). Цей відносно невеликий заповідник дикої природи зберігає вражаюче біорізноманіття з незліченними видами рослин і птахів, понад 50 видами земноводних і рептилій і кількома символічними ссавцями, такими як амазонський тапір, ягуар, онцила або очковий ведмідь. Він оточений активними концесіями для видобутку корисних копалин і, таким чином, виконує важливу роль як заповідний острів для регіону.

## Поширення
Ендемік Еквадору. Спершу вид був відомий лише у типовому місцезнаходженні — заповіднику дикої природи Ель-Сарса, у горах Кордильєра-дель-Кондор на півдні країни. У 2024 році виявлений у горах Кордильєра-де-Кутуку на південному сході країни.